# Mugaritz
Mugaritz is een tweesterrenrestaurant in Errenteria in Spaans Baskenland. Het restaurant staat al meerdere jaren hoog genoteerd in de The San Pellegrino World's 50 Best Restaurants van Restaurant Magazine.
Chef-kok Andoni Luis Aduriz (1971) liep stage in onder meer El Bulli. Hij gebruikt de term techno-emotionele keuken voor zijn versie van moleculaire gastronomie.
De naam van het restaurant is afkomstig van het Baskische muga eta haritza (de eik aan de grens), een boom op het domein van het restaurant op de grens van de gemeenten Errenteria en Astigarraga.  Het domein is gelegen in de Baskische heuvels, in de provincie Gipuzkoa op 13 km van Donostia - San Sebastian.
In Restaurant Magazine werd het restaurant een eerste maal in de Top 50 genoteerd in 2006 met een tiende positie. Sinds dat jaar werd het restaurant met wisselende posities telkenmale bij de beste 10 genoteerd, met in 2011 en 2012 een derde positie als hoogste scores.